# Отто Ленель
Отто Ленель (13 грудня 1849, Мангайм — 7 лютого 1935, Фрайбург) — німецький цивіліст, історик римського права. Професор декількох переважно німецьких університетів; 1895 року був ректором Страсбурзького університету. Автор праць з німецького цивільного права, історії римського права. Досліджував кодифікацію римських імператорських едиктів виконану у ІІ ст. н. е. юристом Сальвієм Юліаном, т.зв. «Постійний едикт» (його праця  Das Edictum Perpetuum. — Leipzig, 1883.).

## Твори
- Lenel O. Das Edictum Perpetuum. — Leipzig, 1883. (reprint: Leipzig, 1927.)
- Lenel O. Palingenesia iuris civilis. Iuris consultorum reliquae quae Iustiniani Digestis continetur ceteraque iuris prudentiae civilis. Fragmenta minora secundum auctores et libros. — Lipsiae, 1889. — Bd. 1 — 2.
- Брунс К., Ленель О. Внешняя история римского права. — М., 1904.